# Phères (Thrace)
Pour les articles homonymes, voir Phérès.
Phères (en grec moderne : Φέρες) est une ville et un district municipal du dème d'Alexandroúpoli, dans le district régional de l’Évros, en Thrace, en Grèce.
Selon le recensement de 2021, le district municipal compte 6 500 habitants, la communauté municipale 4 228 habitants, tandis que la ville compte 4 053 habitants.
À l'époque byzantine, le sébastokrator Isaac Comnène y fonde un grand monastère de la « Mère de Dieu salvatrice du monde » (Panagía Kosmosótira) dont on peut encore voir l'église.

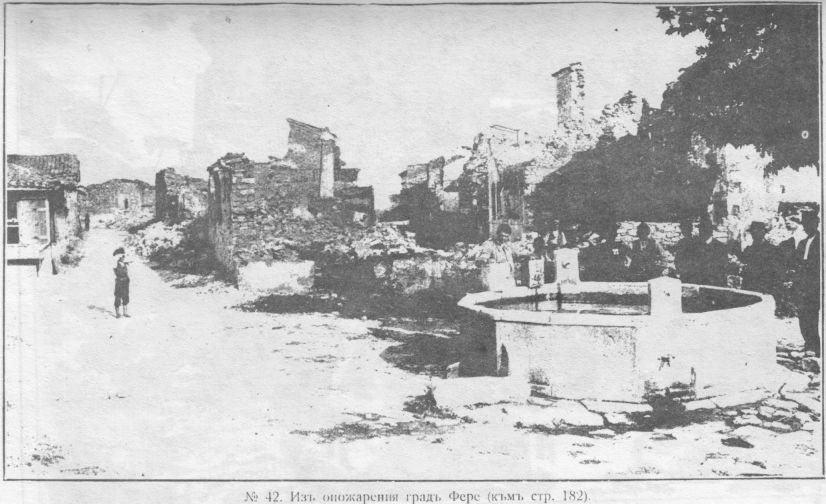
La ville en 1913.

Devenue ottomane au XIVe siècle, Phères, que les Turcs nomment Fereçik, est rattachée à la Bulgarie en 1912 à l'issue de la Première Guerre balkanique, puis à la Grèce en 1918 à la fin de la Première Guerre mondiale.

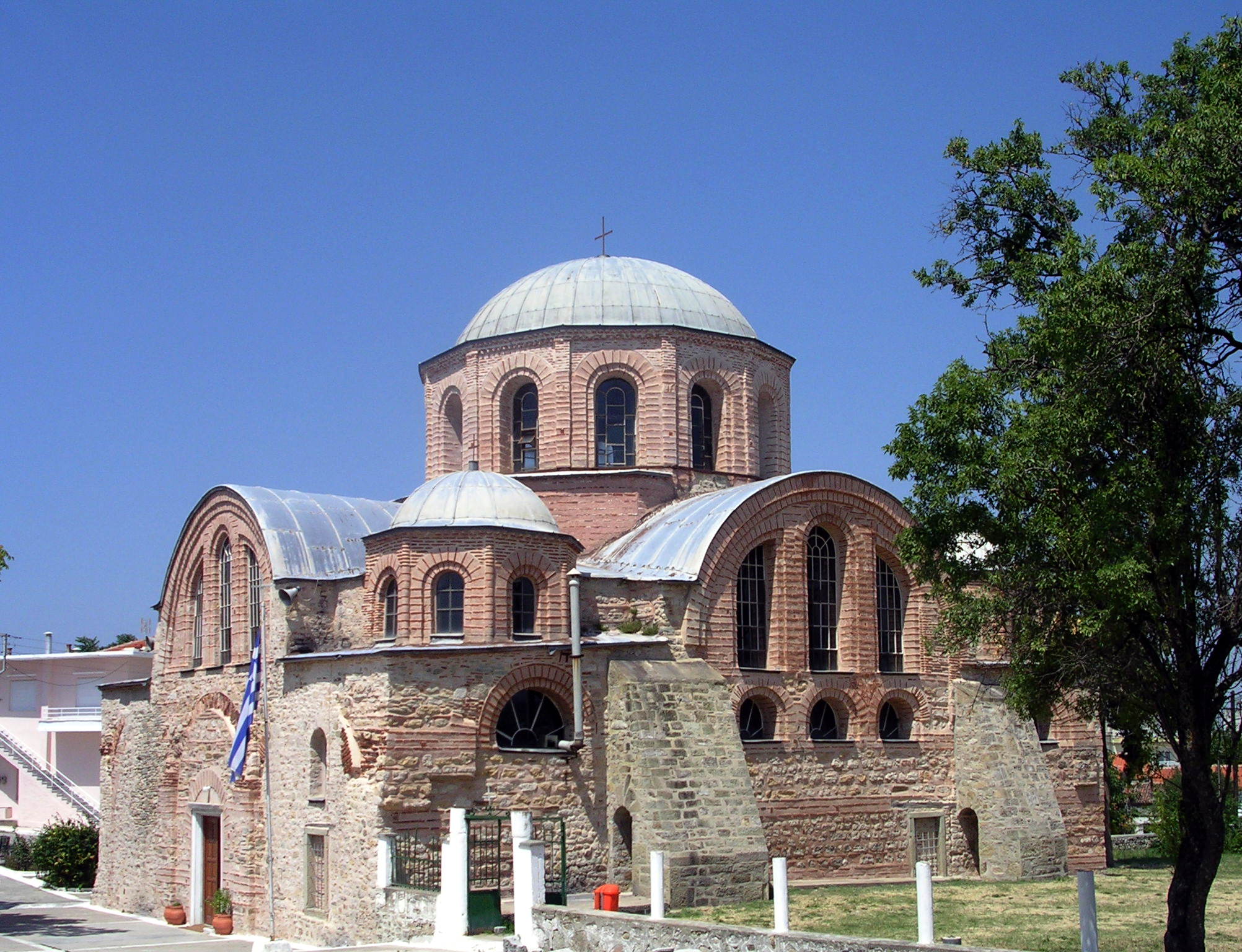
Phères : église byzantine de la Panagía Kosmosótira, ancien katholikon du monastère fondé par Isaac Comnène.